# 吳光鐘
吳光鐘（英語：Kuang-Chong Wu），美國康乃爾大學力學博士，目前為國立臺灣大學應用力學研究所特聘教授。

## 現職
- 國家實驗研究院副院長（2006-2012，2017-迄今）[1][2]。
- 科技部第二期能源國家型科技計畫執行長（2017-迄今）[3]。
- 國立臺灣大學應用力學研究所教授（1991—迄今）。

## 研究領域
- 彈性力學、異向彈性力學、應用數學。

## 榮譽
- 台灣大學工學院宗倬章先生講座(2012)
- 台灣大學教學傑出獎(2008)
- 台灣大學終身特聘教授(2006-迄今)
- 國家實驗研究院特聘研究員 (2006-2012)
- 國科會特約研究員獎 (2005-2008)
- 中華民國力學學會孫方鐸獎章 (2005)
- 中華民國力學學會會士 (2006)
- 台灣大學教學優良獎(1991, 2000)
- 國科會研究傑出獎(1990, 1991, 2000, 2001, 2002, 2003, 2004).
- 國科會研究優等獎(1989, 1992, 1994)

## 外部連結
- 台大應力所吳光鐘特聘教授網頁